# Lukas Müller (Ruderer)
Lukas Müller (* 19. Mai 1987 in Wetzlar) ist ein ehemaliger deutscher Ruderer, der von 2010 bis 2012 Mitglied des in dieser Zeit ungeschlagenen Deutschland-Achters war und mit dem Boot Olympiasieger sowie zweimal Weltmeister wurde.
Müller kam 2004 zum Rudersport und wurde schon im folgenden Jahr für die Rudergesellschaft Wetzlar 1880 Deutscher Jugendmeister im Zweier mit Steuermann. 2007 errang er bei den Deutschen Meisterschaften U23 Bronze im Vierer mit Steuermann und im Achter, in den folgenden zwei Jahren konnte er diese Bootsklassen jeweils gewinnen.
2008 war Müller erstmals Mitglied der deutschen Nationalmannschaft. Mit dem U23-Achter belegte er bei den U23-Weltmeisterschaften den vierten Platz. Im folgenden Jahr wurde er erneut für diese Bootsklasse nominiert und wurde U23-Vizeweltmeister.
2010 wurde er von Ralf Holtmeyer in den Deutschland-Achter, der im Vorjahr Weltmeister geworden war, berufen. Im selben Jahr wurde er mit dieser Mannschaft Europameister und für die Ruder-Weltmeisterschaften 2010 in Neuseeland nominiert, wo der Achter die Goldmedaille gewann. Mit einer Körperlänge von 2,08 Metern war er der größte Ruderer im Boot.
Müller studiert Maschinenbau in Dortmund und startet für den Ruderclub Germania Düsseldorf 1904.
Bei den Olympischen Spielen 2012 gewann er in London die Goldmedaille mit dem Deutschland-Achter und erhielt im Anschluss mit seinem Team das Silberne Lorbeerblatt.
Anschließend nahm er zunächst eine Auszeit vom Sport und entschied sich schließlich, seine erfolgreiche Karriere zu beenden.

## Internationale Erfolge
- 2008: 4. Platz U23-Weltmeisterschaften im Achter
- 2009: 2. Platz U23-Weltmeisterschaften im Achter
- 2010: 1. Platz Europameisterschaften im Achter
- 2010: 1. Platz Weltmeisterschaften im Achter
- 2011: 1. Platz Weltmeisterschaften im Achter
- 2012: Goldmedaille bei den Olympischen Sommerspielen im Achter[1]